# Classic Albums: Metallica – Metallica
Classic Albums: Metallica – Metallica – film dokumentalny o tworzeniu przez zespół Metallica albumu o tej samej nazwie. Film jest częścią 3. serii Klasyczne albumy rocka (Classic Albums), wydawanej przez Eagle Rock Entertainment/Isis Productions. Został wydany 6 listopada 2001 roku.
Historia tworzenia najlepiej sprzedającego się albumu Metalliki została opowiedziana tutaj poprzez ekskluzywne wywiady, archiwalne zapisy, oraz wykonania utworów, z udziałem producenta tego albumu, Boba Rocka oraz ówczesnych członków zespołu Jamesa Hetfielda, Larsa Ulricha, Kirka Hammetta, i Jasona Newsteda.

## Rozdziały
1. "Enter Sandman"
2. "Sad But True"
3. "Holier Than Thou"
4. "The Unforgiven"
5. "Wherever I May Roam"
6. "Nothing Else Matters"

## Dodatkowe wywiady
1. James i Lars Omawiają Pisanie Utworów (James & Lars Discuss Songwriting)
2. Techniki Nagrywania Perkusji (Drum Recording Techniques)
3. Solówka Gitarowa Kirka – "Wherever I May Roam" (Kirk's Guitar Solo – "Wherever I May Roam")
4. Jason Opowiada o "My Friend of Misery" (Jason Talks About "My Friend of Misery")
5. Bob Rock na Pustyni (Bob Rock in the Desert)
6. Miksowanie, Mastering, i Koniec Historii (The Mix, the Masters and the End of the Story)
7. "The God That Failed"